# Hymn Sarawaku
Ibu Pertiwiku – hymn malezyjskiego stanu Sarawak. Został przyjęty w 1988 roku. Słowa napisał Ismail Hassan, a muzykę skomponował Wan Othman Hamid.
Tekst hymnu
Sarawak Tanah Air Ku

Negeri Ku Tanah Air Ku Sarawak

Engkaulah Tanah Pusaka ku

Tanah Tumpah Darah Ku

Ibu Pertiwi Ku

Rakyat Hidup Mesra Dan Bahagia

Damai Muhibbah Sentiasa

Bersatu Berusaha Berbakti

Untuk Sarawak Ku Cintai

Sarawak Dalam Malaysia

Aman Makmur Rahmat Tuhan Maha Esa

Kekallah Sarawak Bertuah

Teras Perjuangan Rakyat

Berjaya Berdaulat